# СВ-Поволжское
СВ-Поволжское — некогда крупнейший агропромышленный комплекс Европы, технология которого была выстроена по замкнутому циклу, расположенный в микрорайоне Поволжский, Самарской области В июле 2010 году на агрокомплексе «СВ-Поволжском» была начата процедура наблюдения, c 1 марта 2011 года последнее поголовье отправлено под нож, свинокомплекс законсервирован, а с декабря 2011 года на предприятии введена процедура внешнего управления.

## Состав
В состав СВ-Поволжского входили:
- племенной завод «Гибридный» (на 46 тыс. голов);
- три свинокомплекса (суммарной мощностью в 270 тыс. голов);
- комбикормовый завод (мощностью до 15 тыс. т в месяц);
- элеватор;
- пашни;
- бойня (мощностью 25 голов коров в час и 120 голов свиней в час);
- мясокомбинат

### Племенной завод «Гибридный»
Был создан в 1981 году. Занимался выведением отцовских и материнских линий, скрещивание различных пород свиней. На 2010 года остался единственным в Самарской области селекционным центром в отрасли.
Основным направлением деятельности являлась гибридизация пород «Дюрок», «Йоркшир» и крупной белой.

## История
В 1976 году  Советом Экономической Взаимопомощи совместно с Министерством сельского хозяйства СССР было принято решение о строительстве в Ставропольском районе Куйбышевской области аграрного комплекса замкнутого цикла. Место было выбрано из-за географического положения региона, обеспечивающего высокие урожаи зерновых, необходимых для производства комбикормов.
По задумке в состав комплекса должны были войти племсовхоз, свинокомплексы, ветеринарный центр, посевные площади, предприятия по производству комбикормов, мясокомбинат и кожгалантерейная фабрика.
В 1980 году началась селекционная работа в племсовхозе «Гибридный». В 1983 году был построен Поволжский завод по производству спецкомбикормов.
В 1986 году комплекс был запущен в эксплуатацию. К 1992 году «Поволжский» вышел на проектную мощность: 36 тыс. т свинины в год и единовременное содержание 260—270 тысяч голов свиней. Среднесуточный привес свиньи достигал 713 г, при среднем по стране в то время — около 300 г.
Агрокомплекс стал градообразующим предприятием, которое предоставляло рабочие места и услуги комплекса ЖКХ для поселка Поволжский города Тольятти.
Наступивший в начале 1990-х экономический кризис затронул и агрокомплекс. Выросшие цены на ГСМ привели к падению производства кормов. Начался массовый забой скота. К 1996 году численность поголовья снизилась с 210 до 17,5 тысяч свиней. К началу 2001 году в стаде осталось около 12 тыс. голов, а к осени 2001 года всего 5800.
Осенью 2001 года на базе имущественного комплекса предприятия было создано ЗАО «СВ-Поволжское». Тогда новому руководству удалось предотвратить банкротство предприятия.
По итогам 2005 года агропромышленный комплекс «СВ-Поволжское» был признан одним из самых динамично развивающихся в России и оказался единственным свиноводческим предприятием в России, показавшим положительную динамику. Численность стада возросла до 110 тысяч голов.
Однако из-за неэффективного менеджмента у компании начались финансовые проблемы. В 2009 году, когда «СВ-Поволжское» из-за финансового кризиса оказалось на грани банкротства, правительство Самарской области выкупило 25% акций ЗАО, что позволило рассчитаться с кредиторами. Также компании было выделено более 550 млн субсидий. Несмотря на благоприятную экономическую ситуацию в отрасли (за 2009 год рост свиноводства в России в убойном весе составил 8%, а с 2005 — 45%, в некоторых хозяйствах рентабельность свиноводства составляет до 40%) финансовое положение компании продолжало ухудшаться. Компания задолжала кредиторам около 4,5 млрд рублей, в том числе за коммунальные услуги, в связи с чем возникла угроза отключения свинокомплекса от света.
В феврале 2010 года сотрудники предприятия, а также ряд партнеров и кредиторов обратились в прокуратору с просьбой разобраться с деятельностью председателя совета директоров СВ-Поволжское Алексея Гришпуна. Был выявлен факт многочисленных финансовых нарушений, завышение объёма выполненных работ, факты двойного залога свиней, нецелевого использования более 400 млн руб. кредитных средств. У банков-кредиторов также вызвал удивление факт того, что при масштабном финансировании за 9 месяцев 2009 года при выручке в 600 млн рублей чистая прибыль компании составила всего 2 млн рублей. Обнаружены также факты неуплаты налогов предприятием при одновременном приобретении дорогостоящих автомобилей.

### Банкротство
Общий долг предприятия в 2010 году составил 3,5 млрд руб. В ноябре 2010 года около 2 тысяч сотрудников свинокомплекса были отправлены в вынужденный отпуск.
1 марта 2011 года последнее поголовье свиней, находившееся на комплексе, было отправлено под нож.
Общий долг на 21 июня 2011 года составлял более 5 миллиардов рублей..
В июле 2011 в собственность «Россельхозбанка» перешло 75+1 % акций имущества бывшего самарского Агрококомплекса «СВ-Поволжское».
6 декабря 2011 года на «СВ-Поволжском» решением арбитражного суда введена процедура внешнего управления.

## Деятельность
Основными направлениями деятельности предприятия являлись:
- выведение специализированных линий свиных пород;
- получение высокопродуктивного товарного гибрида;
- поставка племенных животных и дальнейшее методическое сопровождение;
- практическая и консультативная помощь при внедрении искусственного осеменения свиней;
- обучение методу криоконсервации семени хряков.
- производство комбикормов для птицы, для свиней, для крупного рогатого скота;
- производство и реализация концентратов для всех видов животных, птиц и рыб.